# Hallomenus debilis
Hallomenus debilis är en skalbaggsart som beskrevs av Leconte 1866. Hallomenus debilis ingår i släktet Hallomenus och familjen skinnsvampbaggar. Inga underarter finns listade i Catalogue of Life.